# Nhập thành giả
Trong cờ vua, nhập thành giả (tiếng Anh: artificial castling), hay còn gọi là nhập thành bằng tay (castling by hand) là thuật ngữ đề cập đến việc Vua - khi mà đã mất khả năng nhập thành, đạt được vị trí nhập thành với vài nước đi bình thường, thay vì một nước đặc biệt.

## Ví dụ
Sau các nước đi ban đầu:
1. e4 e5 2. Mf3 Mc6 3. Tc4 Mf6 4. Mc3 Mxe4 5. Txf7+?! (hình đầu tiên)
Trắng nhận ra rằng nếu ăn Mã với 5.Mxe4, Đen sẽ trả lời 5...d5, chĩa đôi Mã và Tượng Trắng qua đó ăn lại được quân. Trong trường hợp đó, Trắng không thua về chất, nhưng trung tâm của họ sẽ bị phá hoại. Nên để tránh diễn biến như vậy, Trắng hy vọng gây được phiền toái cho Đen với việc trả lại Tượng đồng thời tước đi quyền nhập thành của đối thủ. Tuy nhiên, Đen có thể dễ dàng nhập thành bằng "cách khác", ví dụ:
5... Vxf7 6. Mxe4 Te7 7. 0-0
Trắng nhập thành theo cách "tự nhiên".
7... Xf8
Đen bắt đầu nhập thành "nhân tạo".
8. d4 exd4 9. Mxd4 Vg8 (hình thứ hai)
Đen sau vài nước "thủ công" đã đạt được vị trí nhập thành như bình thường (Xe ở f8, Vua ở g8). Việc vắng mặt Tốt ở trung tâm chỉ ra rằng an toàn Vua là yếu tố có tầm quan trọng đặc biệt trong thế trận này. Đen dù phát triển hơi chậm, nhưng họ sở hữu một cặp Tượng và Tốt ở cánh Hậu chiếm đông hơn, nên tình thế của họ lúc này ít nhất là cân bằng với đối thủ.
|   | a | b | c | d | e | f | g | h |   |
| 8 | a8 black rook · b8 black knight · d8 black queen · e8 black king · f8 black bishop · h8 black rook · e7 black pawn · f7 black pawn · g7 black pawn · h7 black pawn · d6 black pawn · f6 black knight · c5 black pawn · d5 white pawn · e4 white pawn · c3 white knight · a2 white pawn · b2 white pawn · f2 white pawn · g2 white pawn · h2 white pawn · a1 white rook · c1 white bishop · d1 white queen · f1 white king · g1 white knight · h1 white rook | a8 black rook · b8 black knight · d8 black queen · e8 black king · f8 black bishop · h8 black rook · e7 black pawn · f7 black pawn · g7 black pawn · h7 black pawn · d6 black pawn · f6 black knight · c5 black pawn · d5 white pawn · e4 white pawn · c3 white knight · a2 white pawn · b2 white pawn · f2 white pawn · g2 white pawn · h2 white pawn · a1 white rook · c1 white bishop · d1 white queen · f1 white king · g1 white knight · h1 white rook | a8 black rook · b8 black knight · d8 black queen · e8 black king · f8 black bishop · h8 black rook · e7 black pawn · f7 black pawn · g7 black pawn · h7 black pawn · d6 black pawn · f6 black knight · c5 black pawn · d5 white pawn · e4 white pawn · c3 white knight · a2 white pawn · b2 white pawn · f2 white pawn · g2 white pawn · h2 white pawn · a1 white rook · c1 white bishop · d1 white queen · f1 white king · g1 white knight · h1 white rook | a8 black rook · b8 black knight · d8 black queen · e8 black king · f8 black bishop · h8 black rook · e7 black pawn · f7 black pawn · g7 black pawn · h7 black pawn · d6 black pawn · f6 black knight · c5 black pawn · d5 white pawn · e4 white pawn · c3 white knight · a2 white pawn · b2 white pawn · f2 white pawn · g2 white pawn · h2 white pawn · a1 white rook · c1 white bishop · d1 white queen · f1 white king · g1 white knight · h1 white rook | a8 black rook · b8 black knight · d8 black queen · e8 black king · f8 black bishop · h8 black rook · e7 black pawn · f7 black pawn · g7 black pawn · h7 black pawn · d6 black pawn · f6 black knight · c5 black pawn · d5 white pawn · e4 white pawn · c3 white knight · a2 white pawn · b2 white pawn · f2 white pawn · g2 white pawn · h2 white pawn · a1 white rook · c1 white bishop · d1 white queen · f1 white king · g1 white knight · h1 white rook | a8 black rook · b8 black knight · d8 black queen · e8 black king · f8 black bishop · h8 black rook · e7 black pawn · f7 black pawn · g7 black pawn · h7 black pawn · d6 black pawn · f6 black knight · c5 black pawn · d5 white pawn · e4 white pawn · c3 white knight · a2 white pawn · b2 white pawn · f2 white pawn · g2 white pawn · h2 white pawn · a1 white rook · c1 white bishop · d1 white queen · f1 white king · g1 white knight · h1 white rook | a8 black rook · b8 black knight · d8 black queen · e8 black king · f8 black bishop · h8 black rook · e7 black pawn · f7 black pawn · g7 black pawn · h7 black pawn · d6 black pawn · f6 black knight · c5 black pawn · d5 white pawn · e4 white pawn · c3 white knight · a2 white pawn · b2 white pawn · f2 white pawn · g2 white pawn · h2 white pawn · a1 white rook · c1 white bishop · d1 white queen · f1 white king · g1 white knight · h1 white rook | a8 black rook · b8 black knight · d8 black queen · e8 black king · f8 black bishop · h8 black rook · e7 black pawn · f7 black pawn · g7 black pawn · h7 black pawn · d6 black pawn · f6 black knight · c5 black pawn · d5 white pawn · e4 white pawn · c3 white knight · a2 white pawn · b2 white pawn · f2 white pawn · g2 white pawn · h2 white pawn · a1 white rook · c1 white bishop · d1 white queen · f1 white king · g1 white knight · h1 white rook | 8 |
| 7 | a8 black rook · b8 black knight · d8 black queen · e8 black king · f8 black bishop · h8 black rook · e7 black pawn · f7 black pawn · g7 black pawn · h7 black pawn · d6 black pawn · f6 black knight · c5 black pawn · d5 white pawn · e4 white pawn · c3 white knight · a2 white pawn · b2 white pawn · f2 white pawn · g2 white pawn · h2 white pawn · a1 white rook · c1 white bishop · d1 white queen · f1 white king · g1 white knight · h1 white rook | a8 black rook · b8 black knight · d8 black queen · e8 black king · f8 black bishop · h8 black rook · e7 black pawn · f7 black pawn · g7 black pawn · h7 black pawn · d6 black pawn · f6 black knight · c5 black pawn · d5 white pawn · e4 white pawn · c3 white knight · a2 white pawn · b2 white pawn · f2 white pawn · g2 white pawn · h2 white pawn · a1 white rook · c1 white bishop · d1 white queen · f1 white king · g1 white knight · h1 white rook | a8 black rook · b8 black knight · d8 black queen · e8 black king · f8 black bishop · h8 black rook · e7 black pawn · f7 black pawn · g7 black pawn · h7 black pawn · d6 black pawn · f6 black knight · c5 black pawn · d5 white pawn · e4 white pawn · c3 white knight · a2 white pawn · b2 white pawn · f2 white pawn · g2 white pawn · h2 white pawn · a1 white rook · c1 white bishop · d1 white queen · f1 white king · g1 white knight · h1 white rook | a8 black rook · b8 black knight · d8 black queen · e8 black king · f8 black bishop · h8 black rook · e7 black pawn · f7 black pawn · g7 black pawn · h7 black pawn · d6 black pawn · f6 black knight · c5 black pawn · d5 white pawn · e4 white pawn · c3 white knight · a2 white pawn · b2 white pawn · f2 white pawn · g2 white pawn · h2 white pawn · a1 white rook · c1 white bishop · d1 white queen · f1 white king · g1 white knight · h1 white rook | a8 black rook · b8 black knight · d8 black queen · e8 black king · f8 black bishop · h8 black rook · e7 black pawn · f7 black pawn · g7 black pawn · h7 black pawn · d6 black pawn · f6 black knight · c5 black pawn · d5 white pawn · e4 white pawn · c3 white knight · a2 white pawn · b2 white pawn · f2 white pawn · g2 white pawn · h2 white pawn · a1 white rook · c1 white bishop · d1 white queen · f1 white king · g1 white knight · h1 white rook | a8 black rook · b8 black knight · d8 black queen · e8 black king · f8 black bishop · h8 black rook · e7 black pawn · f7 black pawn · g7 black pawn · h7 black pawn · d6 black pawn · f6 black knight · c5 black pawn · d5 white pawn · e4 white pawn · c3 white knight · a2 white pawn · b2 white pawn · f2 white pawn · g2 white pawn · h2 white pawn · a1 white rook · c1 white bishop · d1 white queen · f1 white king · g1 white knight · h1 white rook | a8 black rook · b8 black knight · d8 black queen · e8 black king · f8 black bishop · h8 black rook · e7 black pawn · f7 black pawn · g7 black pawn · h7 black pawn · d6 black pawn · f6 black knight · c5 black pawn · d5 white pawn · e4 white pawn · c3 white knight · a2 white pawn · b2 white pawn · f2 white pawn · g2 white pawn · h2 white pawn · a1 white rook · c1 white bishop · d1 white queen · f1 white king · g1 white knight · h1 white rook | a8 black rook · b8 black knight · d8 black queen · e8 black king · f8 black bishop · h8 black rook · e7 black pawn · f7 black pawn · g7 black pawn · h7 black pawn · d6 black pawn · f6 black knight · c5 black pawn · d5 white pawn · e4 white pawn · c3 white knight · a2 white pawn · b2 white pawn · f2 white pawn · g2 white pawn · h2 white pawn · a1 white rook · c1 white bishop · d1 white queen · f1 white king · g1 white knight · h1 white rook | 7 |
| 6 | a8 black rook · b8 black knight · d8 black queen · e8 black king · f8 black bishop · h8 black rook · e7 black pawn · f7 black pawn · g7 black pawn · h7 black pawn · d6 black pawn · f6 black knight · c5 black pawn · d5 white pawn · e4 white pawn · c3 white knight · a2 white pawn · b2 white pawn · f2 white pawn · g2 white pawn · h2 white pawn · a1 white rook · c1 white bishop · d1 white queen · f1 white king · g1 white knight · h1 white rook | a8 black rook · b8 black knight · d8 black queen · e8 black king · f8 black bishop · h8 black rook · e7 black pawn · f7 black pawn · g7 black pawn · h7 black pawn · d6 black pawn · f6 black knight · c5 black pawn · d5 white pawn · e4 white pawn · c3 white knight · a2 white pawn · b2 white pawn · f2 white pawn · g2 white pawn · h2 white pawn · a1 white rook · c1 white bishop · d1 white queen · f1 white king · g1 white knight · h1 white rook | a8 black rook · b8 black knight · d8 black queen · e8 black king · f8 black bishop · h8 black rook · e7 black pawn · f7 black pawn · g7 black pawn · h7 black pawn · d6 black pawn · f6 black knight · c5 black pawn · d5 white pawn · e4 white pawn · c3 white knight · a2 white pawn · b2 white pawn · f2 white pawn · g2 white pawn · h2 white pawn · a1 white rook · c1 white bishop · d1 white queen · f1 white king · g1 white knight · h1 white rook | a8 black rook · b8 black knight · d8 black queen · e8 black king · f8 black bishop · h8 black rook · e7 black pawn · f7 black pawn · g7 black pawn · h7 black pawn · d6 black pawn · f6 black knight · c5 black pawn · d5 white pawn · e4 white pawn · c3 white knight · a2 white pawn · b2 white pawn · f2 white pawn · g2 white pawn · h2 white pawn · a1 white rook · c1 white bishop · d1 white queen · f1 white king · g1 white knight · h1 white rook | a8 black rook · b8 black knight · d8 black queen · e8 black king · f8 black bishop · h8 black rook · e7 black pawn · f7 black pawn · g7 black pawn · h7 black pawn · d6 black pawn · f6 black knight · c5 black pawn · d5 white pawn · e4 white pawn · c3 white knight · a2 white pawn · b2 white pawn · f2 white pawn · g2 white pawn · h2 white pawn · a1 white rook · c1 white bishop · d1 white queen · f1 white king · g1 white knight · h1 white rook | a8 black rook · b8 black knight · d8 black queen · e8 black king · f8 black bishop · h8 black rook · e7 black pawn · f7 black pawn · g7 black pawn · h7 black pawn · d6 black pawn · f6 black knight · c5 black pawn · d5 white pawn · e4 white pawn · c3 white knight · a2 white pawn · b2 white pawn · f2 white pawn · g2 white pawn · h2 white pawn · a1 white rook · c1 white bishop · d1 white queen · f1 white king · g1 white knight · h1 white rook | a8 black rook · b8 black knight · d8 black queen · e8 black king · f8 black bishop · h8 black rook · e7 black pawn · f7 black pawn · g7 black pawn · h7 black pawn · d6 black pawn · f6 black knight · c5 black pawn · d5 white pawn · e4 white pawn · c3 white knight · a2 white pawn · b2 white pawn · f2 white pawn · g2 white pawn · h2 white pawn · a1 white rook · c1 white bishop · d1 white queen · f1 white king · g1 white knight · h1 white rook | a8 black rook · b8 black knight · d8 black queen · e8 black king · f8 black bishop · h8 black rook · e7 black pawn · f7 black pawn · g7 black pawn · h7 black pawn · d6 black pawn · f6 black knight · c5 black pawn · d5 white pawn · e4 white pawn · c3 white knight · a2 white pawn · b2 white pawn · f2 white pawn · g2 white pawn · h2 white pawn · a1 white rook · c1 white bishop · d1 white queen · f1 white king · g1 white knight · h1 white rook | 6 |
| 5 | a8 black rook · b8 black knight · d8 black queen · e8 black king · f8 black bishop · h8 black rook · e7 black pawn · f7 black pawn · g7 black pawn · h7 black pawn · d6 black pawn · f6 black knight · c5 black pawn · d5 white pawn · e4 white pawn · c3 white knight · a2 white pawn · b2 white pawn · f2 white pawn · g2 white pawn · h2 white pawn · a1 white rook · c1 white bishop · d1 white queen · f1 white king · g1 white knight · h1 white rook | a8 black rook · b8 black knight · d8 black queen · e8 black king · f8 black bishop · h8 black rook · e7 black pawn · f7 black pawn · g7 black pawn · h7 black pawn · d6 black pawn · f6 black knight · c5 black pawn · d5 white pawn · e4 white pawn · c3 white knight · a2 white pawn · b2 white pawn · f2 white pawn · g2 white pawn · h2 white pawn · a1 white rook · c1 white bishop · d1 white queen · f1 white king · g1 white knight · h1 white rook | a8 black rook · b8 black knight · d8 black queen · e8 black king · f8 black bishop · h8 black rook · e7 black pawn · f7 black pawn · g7 black pawn · h7 black pawn · d6 black pawn · f6 black knight · c5 black pawn · d5 white pawn · e4 white pawn · c3 white knight · a2 white pawn · b2 white pawn · f2 white pawn · g2 white pawn · h2 white pawn · a1 white rook · c1 white bishop · d1 white queen · f1 white king · g1 white knight · h1 white rook | a8 black rook · b8 black knight · d8 black queen · e8 black king · f8 black bishop · h8 black rook · e7 black pawn · f7 black pawn · g7 black pawn · h7 black pawn · d6 black pawn · f6 black knight · c5 black pawn · d5 white pawn · e4 white pawn · c3 white knight · a2 white pawn · b2 white pawn · f2 white pawn · g2 white pawn · h2 white pawn · a1 white rook · c1 white bishop · d1 white queen · f1 white king · g1 white knight · h1 white rook | a8 black rook · b8 black knight · d8 black queen · e8 black king · f8 black bishop · h8 black rook · e7 black pawn · f7 black pawn · g7 black pawn · h7 black pawn · d6 black pawn · f6 black knight · c5 black pawn · d5 white pawn · e4 white pawn · c3 white knight · a2 white pawn · b2 white pawn · f2 white pawn · g2 white pawn · h2 white pawn · a1 white rook · c1 white bishop · d1 white queen · f1 white king · g1 white knight · h1 white rook | a8 black rook · b8 black knight · d8 black queen · e8 black king · f8 black bishop · h8 black rook · e7 black pawn · f7 black pawn · g7 black pawn · h7 black pawn · d6 black pawn · f6 black knight · c5 black pawn · d5 white pawn · e4 white pawn · c3 white knight · a2 white pawn · b2 white pawn · f2 white pawn · g2 white pawn · h2 white pawn · a1 white rook · c1 white bishop · d1 white queen · f1 white king · g1 white knight · h1 white rook | a8 black rook · b8 black knight · d8 black queen · e8 black king · f8 black bishop · h8 black rook · e7 black pawn · f7 black pawn · g7 black pawn · h7 black pawn · d6 black pawn · f6 black knight · c5 black pawn · d5 white pawn · e4 white pawn · c3 white knight · a2 white pawn · b2 white pawn · f2 white pawn · g2 white pawn · h2 white pawn · a1 white rook · c1 white bishop · d1 white queen · f1 white king · g1 white knight · h1 white rook | a8 black rook · b8 black knight · d8 black queen · e8 black king · f8 black bishop · h8 black rook · e7 black pawn · f7 black pawn · g7 black pawn · h7 black pawn · d6 black pawn · f6 black knight · c5 black pawn · d5 white pawn · e4 white pawn · c3 white knight · a2 white pawn · b2 white pawn · f2 white pawn · g2 white pawn · h2 white pawn · a1 white rook · c1 white bishop · d1 white queen · f1 white king · g1 white knight · h1 white rook | 5 |
| 4 | a8 black rook · b8 black knight · d8 black queen · e8 black king · f8 black bishop · h8 black rook · e7 black pawn · f7 black pawn · g7 black pawn · h7 black pawn · d6 black pawn · f6 black knight · c5 black pawn · d5 white pawn · e4 white pawn · c3 white knight · a2 white pawn · b2 white pawn · f2 white pawn · g2 white pawn · h2 white pawn · a1 white rook · c1 white bishop · d1 white queen · f1 white king · g1 white knight · h1 white rook | a8 black rook · b8 black knight · d8 black queen · e8 black king · f8 black bishop · h8 black rook · e7 black pawn · f7 black pawn · g7 black pawn · h7 black pawn · d6 black pawn · f6 black knight · c5 black pawn · d5 white pawn · e4 white pawn · c3 white knight · a2 white pawn · b2 white pawn · f2 white pawn · g2 white pawn · h2 white pawn · a1 white rook · c1 white bishop · d1 white queen · f1 white king · g1 white knight · h1 white rook | a8 black rook · b8 black knight · d8 black queen · e8 black king · f8 black bishop · h8 black rook · e7 black pawn · f7 black pawn · g7 black pawn · h7 black pawn · d6 black pawn · f6 black knight · c5 black pawn · d5 white pawn · e4 white pawn · c3 white knight · a2 white pawn · b2 white pawn · f2 white pawn · g2 white pawn · h2 white pawn · a1 white rook · c1 white bishop · d1 white queen · f1 white king · g1 white knight · h1 white rook | a8 black rook · b8 black knight · d8 black queen · e8 black king · f8 black bishop · h8 black rook · e7 black pawn · f7 black pawn · g7 black pawn · h7 black pawn · d6 black pawn · f6 black knight · c5 black pawn · d5 white pawn · e4 white pawn · c3 white knight · a2 white pawn · b2 white pawn · f2 white pawn · g2 white pawn · h2 white pawn · a1 white rook · c1 white bishop · d1 white queen · f1 white king · g1 white knight · h1 white rook | a8 black rook · b8 black knight · d8 black queen · e8 black king · f8 black bishop · h8 black rook · e7 black pawn · f7 black pawn · g7 black pawn · h7 black pawn · d6 black pawn · f6 black knight · c5 black pawn · d5 white pawn · e4 white pawn · c3 white knight · a2 white pawn · b2 white pawn · f2 white pawn · g2 white pawn · h2 white pawn · a1 white rook · c1 white bishop · d1 white queen · f1 white king · g1 white knight · h1 white rook | a8 black rook · b8 black knight · d8 black queen · e8 black king · f8 black bishop · h8 black rook · e7 black pawn · f7 black pawn · g7 black pawn · h7 black pawn · d6 black pawn · f6 black knight · c5 black pawn · d5 white pawn · e4 white pawn · c3 white knight · a2 white pawn · b2 white pawn · f2 white pawn · g2 white pawn · h2 white pawn · a1 white rook · c1 white bishop · d1 white queen · f1 white king · g1 white knight · h1 white rook | a8 black rook · b8 black knight · d8 black queen · e8 black king · f8 black bishop · h8 black rook · e7 black pawn · f7 black pawn · g7 black pawn · h7 black pawn · d6 black pawn · f6 black knight · c5 black pawn · d5 white pawn · e4 white pawn · c3 white knight · a2 white pawn · b2 white pawn · f2 white pawn · g2 white pawn · h2 white pawn · a1 white rook · c1 white bishop · d1 white queen · f1 white king · g1 white knight · h1 white rook | a8 black rook · b8 black knight · d8 black queen · e8 black king · f8 black bishop · h8 black rook · e7 black pawn · f7 black pawn · g7 black pawn · h7 black pawn · d6 black pawn · f6 black knight · c5 black pawn · d5 white pawn · e4 white pawn · c3 white knight · a2 white pawn · b2 white pawn · f2 white pawn · g2 white pawn · h2 white pawn · a1 white rook · c1 white bishop · d1 white queen · f1 white king · g1 white knight · h1 white rook | 4 |
| 3 | a8 black rook · b8 black knight · d8 black queen · e8 black king · f8 black bishop · h8 black rook · e7 black pawn · f7 black pawn · g7 black pawn · h7 black pawn · d6 black pawn · f6 black knight · c5 black pawn · d5 white pawn · e4 white pawn · c3 white knight · a2 white pawn · b2 white pawn · f2 white pawn · g2 white pawn · h2 white pawn · a1 white rook · c1 white bishop · d1 white queen · f1 white king · g1 white knight · h1 white rook | a8 black rook · b8 black knight · d8 black queen · e8 black king · f8 black bishop · h8 black rook · e7 black pawn · f7 black pawn · g7 black pawn · h7 black pawn · d6 black pawn · f6 black knight · c5 black pawn · d5 white pawn · e4 white pawn · c3 white knight · a2 white pawn · b2 white pawn · f2 white pawn · g2 white pawn · h2 white pawn · a1 white rook · c1 white bishop · d1 white queen · f1 white king · g1 white knight · h1 white rook | a8 black rook · b8 black knight · d8 black queen · e8 black king · f8 black bishop · h8 black rook · e7 black pawn · f7 black pawn · g7 black pawn · h7 black pawn · d6 black pawn · f6 black knight · c5 black pawn · d5 white pawn · e4 white pawn · c3 white knight · a2 white pawn · b2 white pawn · f2 white pawn · g2 white pawn · h2 white pawn · a1 white rook · c1 white bishop · d1 white queen · f1 white king · g1 white knight · h1 white rook | a8 black rook · b8 black knight · d8 black queen · e8 black king · f8 black bishop · h8 black rook · e7 black pawn · f7 black pawn · g7 black pawn · h7 black pawn · d6 black pawn · f6 black knight · c5 black pawn · d5 white pawn · e4 white pawn · c3 white knight · a2 white pawn · b2 white pawn · f2 white pawn · g2 white pawn · h2 white pawn · a1 white rook · c1 white bishop · d1 white queen · f1 white king · g1 white knight · h1 white rook | a8 black rook · b8 black knight · d8 black queen · e8 black king · f8 black bishop · h8 black rook · e7 black pawn · f7 black pawn · g7 black pawn · h7 black pawn · d6 black pawn · f6 black knight · c5 black pawn · d5 white pawn · e4 white pawn · c3 white knight · a2 white pawn · b2 white pawn · f2 white pawn · g2 white pawn · h2 white pawn · a1 white rook · c1 white bishop · d1 white queen · f1 white king · g1 white knight · h1 white rook | a8 black rook · b8 black knight · d8 black queen · e8 black king · f8 black bishop · h8 black rook · e7 black pawn · f7 black pawn · g7 black pawn · h7 black pawn · d6 black pawn · f6 black knight · c5 black pawn · d5 white pawn · e4 white pawn · c3 white knight · a2 white pawn · b2 white pawn · f2 white pawn · g2 white pawn · h2 white pawn · a1 white rook · c1 white bishop · d1 white queen · f1 white king · g1 white knight · h1 white rook | a8 black rook · b8 black knight · d8 black queen · e8 black king · f8 black bishop · h8 black rook · e7 black pawn · f7 black pawn · g7 black pawn · h7 black pawn · d6 black pawn · f6 black knight · c5 black pawn · d5 white pawn · e4 white pawn · c3 white knight · a2 white pawn · b2 white pawn · f2 white pawn · g2 white pawn · h2 white pawn · a1 white rook · c1 white bishop · d1 white queen · f1 white king · g1 white knight · h1 white rook | a8 black rook · b8 black knight · d8 black queen · e8 black king · f8 black bishop · h8 black rook · e7 black pawn · f7 black pawn · g7 black pawn · h7 black pawn · d6 black pawn · f6 black knight · c5 black pawn · d5 white pawn · e4 white pawn · c3 white knight · a2 white pawn · b2 white pawn · f2 white pawn · g2 white pawn · h2 white pawn · a1 white rook · c1 white bishop · d1 white queen · f1 white king · g1 white knight · h1 white rook | 3 |
| 2 | a8 black rook · b8 black knight · d8 black queen · e8 black king · f8 black bishop · h8 black rook · e7 black pawn · f7 black pawn · g7 black pawn · h7 black pawn · d6 black pawn · f6 black knight · c5 black pawn · d5 white pawn · e4 white pawn · c3 white knight · a2 white pawn · b2 white pawn · f2 white pawn · g2 white pawn · h2 white pawn · a1 white rook · c1 white bishop · d1 white queen · f1 white king · g1 white knight · h1 white rook | a8 black rook · b8 black knight · d8 black queen · e8 black king · f8 black bishop · h8 black rook · e7 black pawn · f7 black pawn · g7 black pawn · h7 black pawn · d6 black pawn · f6 black knight · c5 black pawn · d5 white pawn · e4 white pawn · c3 white knight · a2 white pawn · b2 white pawn · f2 white pawn · g2 white pawn · h2 white pawn · a1 white rook · c1 white bishop · d1 white queen · f1 white king · g1 white knight · h1 white rook | a8 black rook · b8 black knight · d8 black queen · e8 black king · f8 black bishop · h8 black rook · e7 black pawn · f7 black pawn · g7 black pawn · h7 black pawn · d6 black pawn · f6 black knight · c5 black pawn · d5 white pawn · e4 white pawn · c3 white knight · a2 white pawn · b2 white pawn · f2 white pawn · g2 white pawn · h2 white pawn · a1 white rook · c1 white bishop · d1 white queen · f1 white king · g1 white knight · h1 white rook | a8 black rook · b8 black knight · d8 black queen · e8 black king · f8 black bishop · h8 black rook · e7 black pawn · f7 black pawn · g7 black pawn · h7 black pawn · d6 black pawn · f6 black knight · c5 black pawn · d5 white pawn · e4 white pawn · c3 white knight · a2 white pawn · b2 white pawn · f2 white pawn · g2 white pawn · h2 white pawn · a1 white rook · c1 white bishop · d1 white queen · f1 white king · g1 white knight · h1 white rook | a8 black rook · b8 black knight · d8 black queen · e8 black king · f8 black bishop · h8 black rook · e7 black pawn · f7 black pawn · g7 black pawn · h7 black pawn · d6 black pawn · f6 black knight · c5 black pawn · d5 white pawn · e4 white pawn · c3 white knight · a2 white pawn · b2 white pawn · f2 white pawn · g2 white pawn · h2 white pawn · a1 white rook · c1 white bishop · d1 white queen · f1 white king · g1 white knight · h1 white rook | a8 black rook · b8 black knight · d8 black queen · e8 black king · f8 black bishop · h8 black rook · e7 black pawn · f7 black pawn · g7 black pawn · h7 black pawn · d6 black pawn · f6 black knight · c5 black pawn · d5 white pawn · e4 white pawn · c3 white knight · a2 white pawn · b2 white pawn · f2 white pawn · g2 white pawn · h2 white pawn · a1 white rook · c1 white bishop · d1 white queen · f1 white king · g1 white knight · h1 white rook | a8 black rook · b8 black knight · d8 black queen · e8 black king · f8 black bishop · h8 black rook · e7 black pawn · f7 black pawn · g7 black pawn · h7 black pawn · d6 black pawn · f6 black knight · c5 black pawn · d5 white pawn · e4 white pawn · c3 white knight · a2 white pawn · b2 white pawn · f2 white pawn · g2 white pawn · h2 white pawn · a1 white rook · c1 white bishop · d1 white queen · f1 white king · g1 white knight · h1 white rook | a8 black rook · b8 black knight · d8 black queen · e8 black king · f8 black bishop · h8 black rook · e7 black pawn · f7 black pawn · g7 black pawn · h7 black pawn · d6 black pawn · f6 black knight · c5 black pawn · d5 white pawn · e4 white pawn · c3 white knight · a2 white pawn · b2 white pawn · f2 white pawn · g2 white pawn · h2 white pawn · a1 white rook · c1 white bishop · d1 white queen · f1 white king · g1 white knight · h1 white rook | 2 |
| 1 | a8 black rook · b8 black knight · d8 black queen · e8 black king · f8 black bishop · h8 black rook · e7 black pawn · f7 black pawn · g7 black pawn · h7 black pawn · d6 black pawn · f6 black knight · c5 black pawn · d5 white pawn · e4 white pawn · c3 white knight · a2 white pawn · b2 white pawn · f2 white pawn · g2 white pawn · h2 white pawn · a1 white rook · c1 white bishop · d1 white queen · f1 white king · g1 white knight · h1 white rook | a8 black rook · b8 black knight · d8 black queen · e8 black king · f8 black bishop · h8 black rook · e7 black pawn · f7 black pawn · g7 black pawn · h7 black pawn · d6 black pawn · f6 black knight · c5 black pawn · d5 white pawn · e4 white pawn · c3 white knight · a2 white pawn · b2 white pawn · f2 white pawn · g2 white pawn · h2 white pawn · a1 white rook · c1 white bishop · d1 white queen · f1 white king · g1 white knight · h1 white rook | a8 black rook · b8 black knight · d8 black queen · e8 black king · f8 black bishop · h8 black rook · e7 black pawn · f7 black pawn · g7 black pawn · h7 black pawn · d6 black pawn · f6 black knight · c5 black pawn · d5 white pawn · e4 white pawn · c3 white knight · a2 white pawn · b2 white pawn · f2 white pawn · g2 white pawn · h2 white pawn · a1 white rook · c1 white bishop · d1 white queen · f1 white king · g1 white knight · h1 white rook | a8 black rook · b8 black knight · d8 black queen · e8 black king · f8 black bishop · h8 black rook · e7 black pawn · f7 black pawn · g7 black pawn · h7 black pawn · d6 black pawn · f6 black knight · c5 black pawn · d5 white pawn · e4 white pawn · c3 white knight · a2 white pawn · b2 white pawn · f2 white pawn · g2 white pawn · h2 white pawn · a1 white rook · c1 white bishop · d1 white queen · f1 white king · g1 white knight · h1 white rook | a8 black rook · b8 black knight · d8 black queen · e8 black king · f8 black bishop · h8 black rook · e7 black pawn · f7 black pawn · g7 black pawn · h7 black pawn · d6 black pawn · f6 black knight · c5 black pawn · d5 white pawn · e4 white pawn · c3 white knight · a2 white pawn · b2 white pawn · f2 white pawn · g2 white pawn · h2 white pawn · a1 white rook · c1 white bishop · d1 white queen · f1 white king · g1 white knight · h1 white rook | a8 black rook · b8 black knight · d8 black queen · e8 black king · f8 black bishop · h8 black rook · e7 black pawn · f7 black pawn · g7 black pawn · h7 black pawn · d6 black pawn · f6 black knight · c5 black pawn · d5 white pawn · e4 white pawn · c3 white knight · a2 white pawn · b2 white pawn · f2 white pawn · g2 white pawn · h2 white pawn · a1 white rook · c1 white bishop · d1 white queen · f1 white king · g1 white knight · h1 white rook | a8 black rook · b8 black knight · d8 black queen · e8 black king · f8 black bishop · h8 black rook · e7 black pawn · f7 black pawn · g7 black pawn · h7 black pawn · d6 black pawn · f6 black knight · c5 black pawn · d5 white pawn · e4 white pawn · c3 white knight · a2 white pawn · b2 white pawn · f2 white pawn · g2 white pawn · h2 white pawn · a1 white rook · c1 white bishop · d1 white queen · f1 white king · g1 white knight · h1 white rook | a8 black rook · b8 black knight · d8 black queen · e8 black king · f8 black bishop · h8 black rook · e7 black pawn · f7 black pawn · g7 black pawn · h7 black pawn · d6 black pawn · f6 black knight · c5 black pawn · d5 white pawn · e4 white pawn · c3 white knight · a2 white pawn · b2 white pawn · f2 white pawn · g2 white pawn · h2 white pawn · a1 white rook · c1 white bishop · d1 white queen · f1 white king · g1 white knight · h1 white rook | 1 |
|   | a | b | c | d | e | f | g | h |   |

|   | a | b | c | d | e | f | g | h |   |
| 8 | a8 black rook · d8 black queen · f8 black rook · g8 black king · d7 black knight · e7 black pawn · f7 black pawn · g7 black bishop · h7 black pawn · d6 black pawn · f6 black knight · g6 black pawn · c5 black pawn · d5 white pawn · e4 white pawn · c3 white knight · f3 white knight · g3 white pawn · a2 white pawn · b2 white pawn · f2 white pawn · g2 white king · h2 white pawn · a1 white rook · c1 white bishop · d1 white queen · h1 white rook | a8 black rook · d8 black queen · f8 black rook · g8 black king · d7 black knight · e7 black pawn · f7 black pawn · g7 black bishop · h7 black pawn · d6 black pawn · f6 black knight · g6 black pawn · c5 black pawn · d5 white pawn · e4 white pawn · c3 white knight · f3 white knight · g3 white pawn · a2 white pawn · b2 white pawn · f2 white pawn · g2 white king · h2 white pawn · a1 white rook · c1 white bishop · d1 white queen · h1 white rook | a8 black rook · d8 black queen · f8 black rook · g8 black king · d7 black knight · e7 black pawn · f7 black pawn · g7 black bishop · h7 black pawn · d6 black pawn · f6 black knight · g6 black pawn · c5 black pawn · d5 white pawn · e4 white pawn · c3 white knight · f3 white knight · g3 white pawn · a2 white pawn · b2 white pawn · f2 white pawn · g2 white king · h2 white pawn · a1 white rook · c1 white bishop · d1 white queen · h1 white rook | a8 black rook · d8 black queen · f8 black rook · g8 black king · d7 black knight · e7 black pawn · f7 black pawn · g7 black bishop · h7 black pawn · d6 black pawn · f6 black knight · g6 black pawn · c5 black pawn · d5 white pawn · e4 white pawn · c3 white knight · f3 white knight · g3 white pawn · a2 white pawn · b2 white pawn · f2 white pawn · g2 white king · h2 white pawn · a1 white rook · c1 white bishop · d1 white queen · h1 white rook | a8 black rook · d8 black queen · f8 black rook · g8 black king · d7 black knight · e7 black pawn · f7 black pawn · g7 black bishop · h7 black pawn · d6 black pawn · f6 black knight · g6 black pawn · c5 black pawn · d5 white pawn · e4 white pawn · c3 white knight · f3 white knight · g3 white pawn · a2 white pawn · b2 white pawn · f2 white pawn · g2 white king · h2 white pawn · a1 white rook · c1 white bishop · d1 white queen · h1 white rook | a8 black rook · d8 black queen · f8 black rook · g8 black king · d7 black knight · e7 black pawn · f7 black pawn · g7 black bishop · h7 black pawn · d6 black pawn · f6 black knight · g6 black pawn · c5 black pawn · d5 white pawn · e4 white pawn · c3 white knight · f3 white knight · g3 white pawn · a2 white pawn · b2 white pawn · f2 white pawn · g2 white king · h2 white pawn · a1 white rook · c1 white bishop · d1 white queen · h1 white rook | a8 black rook · d8 black queen · f8 black rook · g8 black king · d7 black knight · e7 black pawn · f7 black pawn · g7 black bishop · h7 black pawn · d6 black pawn · f6 black knight · g6 black pawn · c5 black pawn · d5 white pawn · e4 white pawn · c3 white knight · f3 white knight · g3 white pawn · a2 white pawn · b2 white pawn · f2 white pawn · g2 white king · h2 white pawn · a1 white rook · c1 white bishop · d1 white queen · h1 white rook | a8 black rook · d8 black queen · f8 black rook · g8 black king · d7 black knight · e7 black pawn · f7 black pawn · g7 black bishop · h7 black pawn · d6 black pawn · f6 black knight · g6 black pawn · c5 black pawn · d5 white pawn · e4 white pawn · c3 white knight · f3 white knight · g3 white pawn · a2 white pawn · b2 white pawn · f2 white pawn · g2 white king · h2 white pawn · a1 white rook · c1 white bishop · d1 white queen · h1 white rook | 8 |
| 7 | a8 black rook · d8 black queen · f8 black rook · g8 black king · d7 black knight · e7 black pawn · f7 black pawn · g7 black bishop · h7 black pawn · d6 black pawn · f6 black knight · g6 black pawn · c5 black pawn · d5 white pawn · e4 white pawn · c3 white knight · f3 white knight · g3 white pawn · a2 white pawn · b2 white pawn · f2 white pawn · g2 white king · h2 white pawn · a1 white rook · c1 white bishop · d1 white queen · h1 white rook | a8 black rook · d8 black queen · f8 black rook · g8 black king · d7 black knight · e7 black pawn · f7 black pawn · g7 black bishop · h7 black pawn · d6 black pawn · f6 black knight · g6 black pawn · c5 black pawn · d5 white pawn · e4 white pawn · c3 white knight · f3 white knight · g3 white pawn · a2 white pawn · b2 white pawn · f2 white pawn · g2 white king · h2 white pawn · a1 white rook · c1 white bishop · d1 white queen · h1 white rook | a8 black rook · d8 black queen · f8 black rook · g8 black king · d7 black knight · e7 black pawn · f7 black pawn · g7 black bishop · h7 black pawn · d6 black pawn · f6 black knight · g6 black pawn · c5 black pawn · d5 white pawn · e4 white pawn · c3 white knight · f3 white knight · g3 white pawn · a2 white pawn · b2 white pawn · f2 white pawn · g2 white king · h2 white pawn · a1 white rook · c1 white bishop · d1 white queen · h1 white rook | a8 black rook · d8 black queen · f8 black rook · g8 black king · d7 black knight · e7 black pawn · f7 black pawn · g7 black bishop · h7 black pawn · d6 black pawn · f6 black knight · g6 black pawn · c5 black pawn · d5 white pawn · e4 white pawn · c3 white knight · f3 white knight · g3 white pawn · a2 white pawn · b2 white pawn · f2 white pawn · g2 white king · h2 white pawn · a1 white rook · c1 white bishop · d1 white queen · h1 white rook | a8 black rook · d8 black queen · f8 black rook · g8 black king · d7 black knight · e7 black pawn · f7 black pawn · g7 black bishop · h7 black pawn · d6 black pawn · f6 black knight · g6 black pawn · c5 black pawn · d5 white pawn · e4 white pawn · c3 white knight · f3 white knight · g3 white pawn · a2 white pawn · b2 white pawn · f2 white pawn · g2 white king · h2 white pawn · a1 white rook · c1 white bishop · d1 white queen · h1 white rook | a8 black rook · d8 black queen · f8 black rook · g8 black king · d7 black knight · e7 black pawn · f7 black pawn · g7 black bishop · h7 black pawn · d6 black pawn · f6 black knight · g6 black pawn · c5 black pawn · d5 white pawn · e4 white pawn · c3 white knight · f3 white knight · g3 white pawn · a2 white pawn · b2 white pawn · f2 white pawn · g2 white king · h2 white pawn · a1 white rook · c1 white bishop · d1 white queen · h1 white rook | a8 black rook · d8 black queen · f8 black rook · g8 black king · d7 black knight · e7 black pawn · f7 black pawn · g7 black bishop · h7 black pawn · d6 black pawn · f6 black knight · g6 black pawn · c5 black pawn · d5 white pawn · e4 white pawn · c3 white knight · f3 white knight · g3 white pawn · a2 white pawn · b2 white pawn · f2 white pawn · g2 white king · h2 white pawn · a1 white rook · c1 white bishop · d1 white queen · h1 white rook | a8 black rook · d8 black queen · f8 black rook · g8 black king · d7 black knight · e7 black pawn · f7 black pawn · g7 black bishop · h7 black pawn · d6 black pawn · f6 black knight · g6 black pawn · c5 black pawn · d5 white pawn · e4 white pawn · c3 white knight · f3 white knight · g3 white pawn · a2 white pawn · b2 white pawn · f2 white pawn · g2 white king · h2 white pawn · a1 white rook · c1 white bishop · d1 white queen · h1 white rook | 7 |
| 6 | a8 black rook · d8 black queen · f8 black rook · g8 black king · d7 black knight · e7 black pawn · f7 black pawn · g7 black bishop · h7 black pawn · d6 black pawn · f6 black knight · g6 black pawn · c5 black pawn · d5 white pawn · e4 white pawn · c3 white knight · f3 white knight · g3 white pawn · a2 white pawn · b2 white pawn · f2 white pawn · g2 white king · h2 white pawn · a1 white rook · c1 white bishop · d1 white queen · h1 white rook | a8 black rook · d8 black queen · f8 black rook · g8 black king · d7 black knight · e7 black pawn · f7 black pawn · g7 black bishop · h7 black pawn · d6 black pawn · f6 black knight · g6 black pawn · c5 black pawn · d5 white pawn · e4 white pawn · c3 white knight · f3 white knight · g3 white pawn · a2 white pawn · b2 white pawn · f2 white pawn · g2 white king · h2 white pawn · a1 white rook · c1 white bishop · d1 white queen · h1 white rook | a8 black rook · d8 black queen · f8 black rook · g8 black king · d7 black knight · e7 black pawn · f7 black pawn · g7 black bishop · h7 black pawn · d6 black pawn · f6 black knight · g6 black pawn · c5 black pawn · d5 white pawn · e4 white pawn · c3 white knight · f3 white knight · g3 white pawn · a2 white pawn · b2 white pawn · f2 white pawn · g2 white king · h2 white pawn · a1 white rook · c1 white bishop · d1 white queen · h1 white rook | a8 black rook · d8 black queen · f8 black rook · g8 black king · d7 black knight · e7 black pawn · f7 black pawn · g7 black bishop · h7 black pawn · d6 black pawn · f6 black knight · g6 black pawn · c5 black pawn · d5 white pawn · e4 white pawn · c3 white knight · f3 white knight · g3 white pawn · a2 white pawn · b2 white pawn · f2 white pawn · g2 white king · h2 white pawn · a1 white rook · c1 white bishop · d1 white queen · h1 white rook | a8 black rook · d8 black queen · f8 black rook · g8 black king · d7 black knight · e7 black pawn · f7 black pawn · g7 black bishop · h7 black pawn · d6 black pawn · f6 black knight · g6 black pawn · c5 black pawn · d5 white pawn · e4 white pawn · c3 white knight · f3 white knight · g3 white pawn · a2 white pawn · b2 white pawn · f2 white pawn · g2 white king · h2 white pawn · a1 white rook · c1 white bishop · d1 white queen · h1 white rook | a8 black rook · d8 black queen · f8 black rook · g8 black king · d7 black knight · e7 black pawn · f7 black pawn · g7 black bishop · h7 black pawn · d6 black pawn · f6 black knight · g6 black pawn · c5 black pawn · d5 white pawn · e4 white pawn · c3 white knight · f3 white knight · g3 white pawn · a2 white pawn · b2 white pawn · f2 white pawn · g2 white king · h2 white pawn · a1 white rook · c1 white bishop · d1 white queen · h1 white rook | a8 black rook · d8 black queen · f8 black rook · g8 black king · d7 black knight · e7 black pawn · f7 black pawn · g7 black bishop · h7 black pawn · d6 black pawn · f6 black knight · g6 black pawn · c5 black pawn · d5 white pawn · e4 white pawn · c3 white knight · f3 white knight · g3 white pawn · a2 white pawn · b2 white pawn · f2 white pawn · g2 white king · h2 white pawn · a1 white rook · c1 white bishop · d1 white queen · h1 white rook | a8 black rook · d8 black queen · f8 black rook · g8 black king · d7 black knight · e7 black pawn · f7 black pawn · g7 black bishop · h7 black pawn · d6 black pawn · f6 black knight · g6 black pawn · c5 black pawn · d5 white pawn · e4 white pawn · c3 white knight · f3 white knight · g3 white pawn · a2 white pawn · b2 white pawn · f2 white pawn · g2 white king · h2 white pawn · a1 white rook · c1 white bishop · d1 white queen · h1 white rook | 6 |
| 5 | a8 black rook · d8 black queen · f8 black rook · g8 black king · d7 black knight · e7 black pawn · f7 black pawn · g7 black bishop · h7 black pawn · d6 black pawn · f6 black knight · g6 black pawn · c5 black pawn · d5 white pawn · e4 white pawn · c3 white knight · f3 white knight · g3 white pawn · a2 white pawn · b2 white pawn · f2 white pawn · g2 white king · h2 white pawn · a1 white rook · c1 white bishop · d1 white queen · h1 white rook | a8 black rook · d8 black queen · f8 black rook · g8 black king · d7 black knight · e7 black pawn · f7 black pawn · g7 black bishop · h7 black pawn · d6 black pawn · f6 black knight · g6 black pawn · c5 black pawn · d5 white pawn · e4 white pawn · c3 white knight · f3 white knight · g3 white pawn · a2 white pawn · b2 white pawn · f2 white pawn · g2 white king · h2 white pawn · a1 white rook · c1 white bishop · d1 white queen · h1 white rook | a8 black rook · d8 black queen · f8 black rook · g8 black king · d7 black knight · e7 black pawn · f7 black pawn · g7 black bishop · h7 black pawn · d6 black pawn · f6 black knight · g6 black pawn · c5 black pawn · d5 white pawn · e4 white pawn · c3 white knight · f3 white knight · g3 white pawn · a2 white pawn · b2 white pawn · f2 white pawn · g2 white king · h2 white pawn · a1 white rook · c1 white bishop · d1 white queen · h1 white rook | a8 black rook · d8 black queen · f8 black rook · g8 black king · d7 black knight · e7 black pawn · f7 black pawn · g7 black bishop · h7 black pawn · d6 black pawn · f6 black knight · g6 black pawn · c5 black pawn · d5 white pawn · e4 white pawn · c3 white knight · f3 white knight · g3 white pawn · a2 white pawn · b2 white pawn · f2 white pawn · g2 white king · h2 white pawn · a1 white rook · c1 white bishop · d1 white queen · h1 white rook | a8 black rook · d8 black queen · f8 black rook · g8 black king · d7 black knight · e7 black pawn · f7 black pawn · g7 black bishop · h7 black pawn · d6 black pawn · f6 black knight · g6 black pawn · c5 black pawn · d5 white pawn · e4 white pawn · c3 white knight · f3 white knight · g3 white pawn · a2 white pawn · b2 white pawn · f2 white pawn · g2 white king · h2 white pawn · a1 white rook · c1 white bishop · d1 white queen · h1 white rook | a8 black rook · d8 black queen · f8 black rook · g8 black king · d7 black knight · e7 black pawn · f7 black pawn · g7 black bishop · h7 black pawn · d6 black pawn · f6 black knight · g6 black pawn · c5 black pawn · d5 white pawn · e4 white pawn · c3 white knight · f3 white knight · g3 white pawn · a2 white pawn · b2 white pawn · f2 white pawn · g2 white king · h2 white pawn · a1 white rook · c1 white bishop · d1 white queen · h1 white rook | a8 black rook · d8 black queen · f8 black rook · g8 black king · d7 black knight · e7 black pawn · f7 black pawn · g7 black bishop · h7 black pawn · d6 black pawn · f6 black knight · g6 black pawn · c5 black pawn · d5 white pawn · e4 white pawn · c3 white knight · f3 white knight · g3 white pawn · a2 white pawn · b2 white pawn · f2 white pawn · g2 white king · h2 white pawn · a1 white rook · c1 white bishop · d1 white queen · h1 white rook | a8 black rook · d8 black queen · f8 black rook · g8 black king · d7 black knight · e7 black pawn · f7 black pawn · g7 black bishop · h7 black pawn · d6 black pawn · f6 black knight · g6 black pawn · c5 black pawn · d5 white pawn · e4 white pawn · c3 white knight · f3 white knight · g3 white pawn · a2 white pawn · b2 white pawn · f2 white pawn · g2 white king · h2 white pawn · a1 white rook · c1 white bishop · d1 white queen · h1 white rook | 5 |
| 4 | a8 black rook · d8 black queen · f8 black rook · g8 black king · d7 black knight · e7 black pawn · f7 black pawn · g7 black bishop · h7 black pawn · d6 black pawn · f6 black knight · g6 black pawn · c5 black pawn · d5 white pawn · e4 white pawn · c3 white knight · f3 white knight · g3 white pawn · a2 white pawn · b2 white pawn · f2 white pawn · g2 white king · h2 white pawn · a1 white rook · c1 white bishop · d1 white queen · h1 white rook | a8 black rook · d8 black queen · f8 black rook · g8 black king · d7 black knight · e7 black pawn · f7 black pawn · g7 black bishop · h7 black pawn · d6 black pawn · f6 black knight · g6 black pawn · c5 black pawn · d5 white pawn · e4 white pawn · c3 white knight · f3 white knight · g3 white pawn · a2 white pawn · b2 white pawn · f2 white pawn · g2 white king · h2 white pawn · a1 white rook · c1 white bishop · d1 white queen · h1 white rook | a8 black rook · d8 black queen · f8 black rook · g8 black king · d7 black knight · e7 black pawn · f7 black pawn · g7 black bishop · h7 black pawn · d6 black pawn · f6 black knight · g6 black pawn · c5 black pawn · d5 white pawn · e4 white pawn · c3 white knight · f3 white knight · g3 white pawn · a2 white pawn · b2 white pawn · f2 white pawn · g2 white king · h2 white pawn · a1 white rook · c1 white bishop · d1 white queen · h1 white rook | a8 black rook · d8 black queen · f8 black rook · g8 black king · d7 black knight · e7 black pawn · f7 black pawn · g7 black bishop · h7 black pawn · d6 black pawn · f6 black knight · g6 black pawn · c5 black pawn · d5 white pawn · e4 white pawn · c3 white knight · f3 white knight · g3 white pawn · a2 white pawn · b2 white pawn · f2 white pawn · g2 white king · h2 white pawn · a1 white rook · c1 white bishop · d1 white queen · h1 white rook | a8 black rook · d8 black queen · f8 black rook · g8 black king · d7 black knight · e7 black pawn · f7 black pawn · g7 black bishop · h7 black pawn · d6 black pawn · f6 black knight · g6 black pawn · c5 black pawn · d5 white pawn · e4 white pawn · c3 white knight · f3 white knight · g3 white pawn · a2 white pawn · b2 white pawn · f2 white pawn · g2 white king · h2 white pawn · a1 white rook · c1 white bishop · d1 white queen · h1 white rook | a8 black rook · d8 black queen · f8 black rook · g8 black king · d7 black knight · e7 black pawn · f7 black pawn · g7 black bishop · h7 black pawn · d6 black pawn · f6 black knight · g6 black pawn · c5 black pawn · d5 white pawn · e4 white pawn · c3 white knight · f3 white knight · g3 white pawn · a2 white pawn · b2 white pawn · f2 white pawn · g2 white king · h2 white pawn · a1 white rook · c1 white bishop · d1 white queen · h1 white rook | a8 black rook · d8 black queen · f8 black rook · g8 black king · d7 black knight · e7 black pawn · f7 black pawn · g7 black bishop · h7 black pawn · d6 black pawn · f6 black knight · g6 black pawn · c5 black pawn · d5 white pawn · e4 white pawn · c3 white knight · f3 white knight · g3 white pawn · a2 white pawn · b2 white pawn · f2 white pawn · g2 white king · h2 white pawn · a1 white rook · c1 white bishop · d1 white queen · h1 white rook | a8 black rook · d8 black queen · f8 black rook · g8 black king · d7 black knight · e7 black pawn · f7 black pawn · g7 black bishop · h7 black pawn · d6 black pawn · f6 black knight · g6 black pawn · c5 black pawn · d5 white pawn · e4 white pawn · c3 white knight · f3 white knight · g3 white pawn · a2 white pawn · b2 white pawn · f2 white pawn · g2 white king · h2 white pawn · a1 white rook · c1 white bishop · d1 white queen · h1 white rook | 4 |
| 3 | a8 black rook · d8 black queen · f8 black rook · g8 black king · d7 black knight · e7 black pawn · f7 black pawn · g7 black bishop · h7 black pawn · d6 black pawn · f6 black knight · g6 black pawn · c5 black pawn · d5 white pawn · e4 white pawn · c3 white knight · f3 white knight · g3 white pawn · a2 white pawn · b2 white pawn · f2 white pawn · g2 white king · h2 white pawn · a1 white rook · c1 white bishop · d1 white queen · h1 white rook | a8 black rook · d8 black queen · f8 black rook · g8 black king · d7 black knight · e7 black pawn · f7 black pawn · g7 black bishop · h7 black pawn · d6 black pawn · f6 black knight · g6 black pawn · c5 black pawn · d5 white pawn · e4 white pawn · c3 white knight · f3 white knight · g3 white pawn · a2 white pawn · b2 white pawn · f2 white pawn · g2 white king · h2 white pawn · a1 white rook · c1 white bishop · d1 white queen · h1 white rook | a8 black rook · d8 black queen · f8 black rook · g8 black king · d7 black knight · e7 black pawn · f7 black pawn · g7 black bishop · h7 black pawn · d6 black pawn · f6 black knight · g6 black pawn · c5 black pawn · d5 white pawn · e4 white pawn · c3 white knight · f3 white knight · g3 white pawn · a2 white pawn · b2 white pawn · f2 white pawn · g2 white king · h2 white pawn · a1 white rook · c1 white bishop · d1 white queen · h1 white rook | a8 black rook · d8 black queen · f8 black rook · g8 black king · d7 black knight · e7 black pawn · f7 black pawn · g7 black bishop · h7 black pawn · d6 black pawn · f6 black knight · g6 black pawn · c5 black pawn · d5 white pawn · e4 white pawn · c3 white knight · f3 white knight · g3 white pawn · a2 white pawn · b2 white pawn · f2 white pawn · g2 white king · h2 white pawn · a1 white rook · c1 white bishop · d1 white queen · h1 white rook | a8 black rook · d8 black queen · f8 black rook · g8 black king · d7 black knight · e7 black pawn · f7 black pawn · g7 black bishop · h7 black pawn · d6 black pawn · f6 black knight · g6 black pawn · c5 black pawn · d5 white pawn · e4 white pawn · c3 white knight · f3 white knight · g3 white pawn · a2 white pawn · b2 white pawn · f2 white pawn · g2 white king · h2 white pawn · a1 white rook · c1 white bishop · d1 white queen · h1 white rook | a8 black rook · d8 black queen · f8 black rook · g8 black king · d7 black knight · e7 black pawn · f7 black pawn · g7 black bishop · h7 black pawn · d6 black pawn · f6 black knight · g6 black pawn · c5 black pawn · d5 white pawn · e4 white pawn · c3 white knight · f3 white knight · g3 white pawn · a2 white pawn · b2 white pawn · f2 white pawn · g2 white king · h2 white pawn · a1 white rook · c1 white bishop · d1 white queen · h1 white rook | a8 black rook · d8 black queen · f8 black rook · g8 black king · d7 black knight · e7 black pawn · f7 black pawn · g7 black bishop · h7 black pawn · d6 black pawn · f6 black knight · g6 black pawn · c5 black pawn · d5 white pawn · e4 white pawn · c3 white knight · f3 white knight · g3 white pawn · a2 white pawn · b2 white pawn · f2 white pawn · g2 white king · h2 white pawn · a1 white rook · c1 white bishop · d1 white queen · h1 white rook | a8 black rook · d8 black queen · f8 black rook · g8 black king · d7 black knight · e7 black pawn · f7 black pawn · g7 black bishop · h7 black pawn · d6 black pawn · f6 black knight · g6 black pawn · c5 black pawn · d5 white pawn · e4 white pawn · c3 white knight · f3 white knight · g3 white pawn · a2 white pawn · b2 white pawn · f2 white pawn · g2 white king · h2 white pawn · a1 white rook · c1 white bishop · d1 white queen · h1 white rook | 3 |
| 2 | a8 black rook · d8 black queen · f8 black rook · g8 black king · d7 black knight · e7 black pawn · f7 black pawn · g7 black bishop · h7 black pawn · d6 black pawn · f6 black knight · g6 black pawn · c5 black pawn · d5 white pawn · e4 white pawn · c3 white knight · f3 white knight · g3 white pawn · a2 white pawn · b2 white pawn · f2 white pawn · g2 white king · h2 white pawn · a1 white rook · c1 white bishop · d1 white queen · h1 white rook | a8 black rook · d8 black queen · f8 black rook · g8 black king · d7 black knight · e7 black pawn · f7 black pawn · g7 black bishop · h7 black pawn · d6 black pawn · f6 black knight · g6 black pawn · c5 black pawn · d5 white pawn · e4 white pawn · c3 white knight · f3 white knight · g3 white pawn · a2 white pawn · b2 white pawn · f2 white pawn · g2 white king · h2 white pawn · a1 white rook · c1 white bishop · d1 white queen · h1 white rook | a8 black rook · d8 black queen · f8 black rook · g8 black king · d7 black knight · e7 black pawn · f7 black pawn · g7 black bishop · h7 black pawn · d6 black pawn · f6 black knight · g6 black pawn · c5 black pawn · d5 white pawn · e4 white pawn · c3 white knight · f3 white knight · g3 white pawn · a2 white pawn · b2 white pawn · f2 white pawn · g2 white king · h2 white pawn · a1 white rook · c1 white bishop · d1 white queen · h1 white rook | a8 black rook · d8 black queen · f8 black rook · g8 black king · d7 black knight · e7 black pawn · f7 black pawn · g7 black bishop · h7 black pawn · d6 black pawn · f6 black knight · g6 black pawn · c5 black pawn · d5 white pawn · e4 white pawn · c3 white knight · f3 white knight · g3 white pawn · a2 white pawn · b2 white pawn · f2 white pawn · g2 white king · h2 white pawn · a1 white rook · c1 white bishop · d1 white queen · h1 white rook | a8 black rook · d8 black queen · f8 black rook · g8 black king · d7 black knight · e7 black pawn · f7 black pawn · g7 black bishop · h7 black pawn · d6 black pawn · f6 black knight · g6 black pawn · c5 black pawn · d5 white pawn · e4 white pawn · c3 white knight · f3 white knight · g3 white pawn · a2 white pawn · b2 white pawn · f2 white pawn · g2 white king · h2 white pawn · a1 white rook · c1 white bishop · d1 white queen · h1 white rook | a8 black rook · d8 black queen · f8 black rook · g8 black king · d7 black knight · e7 black pawn · f7 black pawn · g7 black bishop · h7 black pawn · d6 black pawn · f6 black knight · g6 black pawn · c5 black pawn · d5 white pawn · e4 white pawn · c3 white knight · f3 white knight · g3 white pawn · a2 white pawn · b2 white pawn · f2 white pawn · g2 white king · h2 white pawn · a1 white rook · c1 white bishop · d1 white queen · h1 white rook | a8 black rook · d8 black queen · f8 black rook · g8 black king · d7 black knight · e7 black pawn · f7 black pawn · g7 black bishop · h7 black pawn · d6 black pawn · f6 black knight · g6 black pawn · c5 black pawn · d5 white pawn · e4 white pawn · c3 white knight · f3 white knight · g3 white pawn · a2 white pawn · b2 white pawn · f2 white pawn · g2 white king · h2 white pawn · a1 white rook · c1 white bishop · d1 white queen · h1 white rook | a8 black rook · d8 black queen · f8 black rook · g8 black king · d7 black knight · e7 black pawn · f7 black pawn · g7 black bishop · h7 black pawn · d6 black pawn · f6 black knight · g6 black pawn · c5 black pawn · d5 white pawn · e4 white pawn · c3 white knight · f3 white knight · g3 white pawn · a2 white pawn · b2 white pawn · f2 white pawn · g2 white king · h2 white pawn · a1 white rook · c1 white bishop · d1 white queen · h1 white rook | 2 |
| 1 | a8 black rook · d8 black queen · f8 black rook · g8 black king · d7 black knight · e7 black pawn · f7 black pawn · g7 black bishop · h7 black pawn · d6 black pawn · f6 black knight · g6 black pawn · c5 black pawn · d5 white pawn · e4 white pawn · c3 white knight · f3 white knight · g3 white pawn · a2 white pawn · b2 white pawn · f2 white pawn · g2 white king · h2 white pawn · a1 white rook · c1 white bishop · d1 white queen · h1 white rook | a8 black rook · d8 black queen · f8 black rook · g8 black king · d7 black knight · e7 black pawn · f7 black pawn · g7 black bishop · h7 black pawn · d6 black pawn · f6 black knight · g6 black pawn · c5 black pawn · d5 white pawn · e4 white pawn · c3 white knight · f3 white knight · g3 white pawn · a2 white pawn · b2 white pawn · f2 white pawn · g2 white king · h2 white pawn · a1 white rook · c1 white bishop · d1 white queen · h1 white rook | a8 black rook · d8 black queen · f8 black rook · g8 black king · d7 black knight · e7 black pawn · f7 black pawn · g7 black bishop · h7 black pawn · d6 black pawn · f6 black knight · g6 black pawn · c5 black pawn · d5 white pawn · e4 white pawn · c3 white knight · f3 white knight · g3 white pawn · a2 white pawn · b2 white pawn · f2 white pawn · g2 white king · h2 white pawn · a1 white rook · c1 white bishop · d1 white queen · h1 white rook | a8 black rook · d8 black queen · f8 black rook · g8 black king · d7 black knight · e7 black pawn · f7 black pawn · g7 black bishop · h7 black pawn · d6 black pawn · f6 black knight · g6 black pawn · c5 black pawn · d5 white pawn · e4 white pawn · c3 white knight · f3 white knight · g3 white pawn · a2 white pawn · b2 white pawn · f2 white pawn · g2 white king · h2 white pawn · a1 white rook · c1 white bishop · d1 white queen · h1 white rook | a8 black rook · d8 black queen · f8 black rook · g8 black king · d7 black knight · e7 black pawn · f7 black pawn · g7 black bishop · h7 black pawn · d6 black pawn · f6 black knight · g6 black pawn · c5 black pawn · d5 white pawn · e4 white pawn · c3 white knight · f3 white knight · g3 white pawn · a2 white pawn · b2 white pawn · f2 white pawn · g2 white king · h2 white pawn · a1 white rook · c1 white bishop · d1 white queen · h1 white rook | a8 black rook · d8 black queen · f8 black rook · g8 black king · d7 black knight · e7 black pawn · f7 black pawn · g7 black bishop · h7 black pawn · d6 black pawn · f6 black knight · g6 black pawn · c5 black pawn · d5 white pawn · e4 white pawn · c3 white knight · f3 white knight · g3 white pawn · a2 white pawn · b2 white pawn · f2 white pawn · g2 white king · h2 white pawn · a1 white rook · c1 white bishop · d1 white queen · h1 white rook | a8 black rook · d8 black queen · f8 black rook · g8 black king · d7 black knight · e7 black pawn · f7 black pawn · g7 black bishop · h7 black pawn · d6 black pawn · f6 black knight · g6 black pawn · c5 black pawn · d5 white pawn · e4 white pawn · c3 white knight · f3 white knight · g3 white pawn · a2 white pawn · b2 white pawn · f2 white pawn · g2 white king · h2 white pawn · a1 white rook · c1 white bishop · d1 white queen · h1 white rook | a8 black rook · d8 black queen · f8 black rook · g8 black king · d7 black knight · e7 black pawn · f7 black pawn · g7 black bishop · h7 black pawn · d6 black pawn · f6 black knight · g6 black pawn · c5 black pawn · d5 white pawn · e4 white pawn · c3 white knight · f3 white knight · g3 white pawn · a2 white pawn · b2 white pawn · f2 white pawn · g2 white king · h2 white pawn · a1 white rook · c1 white bishop · d1 white queen · h1 white rook | 1 |
|   | a | b | c | d | e | f | g | h |   |

Trong một khai cuộc phổ biến hơn nhiều (diễn biến chính của phương án Gambit Benko, ECO A59), sau khi đổi tượng ở f1, Trắng mất khả năng nhập thành, lúc này họ giải phóng ô g2 cho Vua để có thể đạt được vị trí tương tự như nhập thành bình thường:
1. d4 Mf6 2. c4 c5 3. d5 b5 4. cxb5 a6 5. bxa6 Txa6 6. Mc3 d6 7. e4 Txf1 8. Vxf1 (hình thứ nhất) 8... g6 9. g3 Tg7 10. Vg2 0-0 11. Mf3 Mbd7 (hình thứ hai). Trắng đã hoàn thành quá trình nhập thành giả với Vua và giờ họ sẵn sàng để tiếp tục ván cờ với 12. Xe1 (hoặc với một nước khác).

## Trong ván đấu thực tiễn
Một cách nhập thành giả khác đã được thể hiện trong ván đấu giữa Jonathan Mestel và Sergey Makarichev tại Hastings năm 1979:
1.e4 e5 2.Mf3 Mf6 3.Tc4 Mxe4 4.Mc3 Mc6 5.0-0 Mxc3 6.dxc3 h6 7.Hd5 Hf6 8.Xe1 Td6 9.Mxe5 Txe5 10.f4 d6 11.fxe5 dxe5 12.Tb5 Td7 13.Txc6 Txc6 14.Xxe5+ Vf8 15.Hc5+ Vg8 16.Xe2 Xd8 17.Te3 Vh7 (xem hình) Vua Đen cuối cùng đã tới được một vị trí ẩn nấp an toàn, bây giờ Đen bắt đầu giành lấy thế chủ động. 18.Hxa7? Xhe8 19.Xf2 Hg6 20.h3 Xe4! 21.Td4 Xd5! 22.Xd1 Xg5 23.Vf1 Xe6 24.g4 Tb5+ 25.Vg1 Xxg4+! 26.Vh2 Xg3 27.Xdd2 Xxh3+! 28.Vxh3 Hh5+ 0–1
Một tình huống nhập thành giả độc nhất và thậm chí hài hước đã xảy ra trong ván đấu Heidenfeld – Hecht thuộc Olympiad cờ vua 1974, giải đấu được tổ chức ở Nice:
1.e4 Mf6 2.Mc3 d5 3.e5 Me4 4.d4 Mxc3 5.bxc3 e6 6.Td3 c5 7.f4 Mc6 8.Mf3 Ha5 9.Td2 Ha4! 10.Te3 c4 11.Te2 Ta3 12.Tc1? Ha5 (xem hình) Những quân Tốt của Trắng bên cánh Hậu đang bị đặt dưới một áp lực nặng nề, và những nước đi "bình thường" như là 13.Td2? Tb2, 13.Txa3 Hxc3+! hay 13.Hd2 Txc1 tất cả đều sẽ khiến Trắng bị mất một Tốt. Thế nên Trắng đã tiến hành một sự điều động bất thường: 13.Vd2! Te7 14.He1 Td7 15.Ve3 Giờ với việc ô c3 đã được Hậu bảo vệ, Vua Trắng có thể tiếp tục cuộc hành trình một cách an toàn. 15...f6 16.Xf1 fxe5 17.fxe5 0-0 18.Vf2 Te8! 19.Vg1 Trắng "nhập thành" bằng năm nước thay vì một như thường lệ, nhưng họ vẫn duy trì được sự cân bằng về chất với đối thủ (dù vậy sau nước 19...Tg6, thế cờ Đen vẫn là tốt hơn, và cuối cùng họ đã thắng).